# Zakierchale
Zakierchale (dawn. Zakirchale) – część miasta Żabno w Polsce, położona w województwie małopolskim, w powiecie tarnowskim.
Leży na północy miasta, wzdłuż ulicy Kościuszki. Jest to obszar o charakterze przeważająco wiejskim, powiązany przestrzennie bardziej z Targowiskiem niż z Żabnem. Odległość od centrum Żabna to około 2 km.

## Historia
Zakirchale rozwinęło się jako kolonia niemiecka za cmentarzem kościelnym (za Kirche, czyli "za kościołem"). Cmentarz ten wpisano w 1990 roku do rejestru zabytków.
Dawniej samodzielna wieś i gmina jednostkowa w powiecie dąbrowskim, od 1920 w województwie krakowskim. W 1921 roku liczyła 119 mieszkańców.
1 stycznia 1927 Zakirchale (wraz z Konarami i Targowiskiem) włączono do Żabna.